# نسر أبقع
قِشْعَام أرقش أو فَينة أو النسر الأبقع أو نسر روبل أو نسر مرقط (الاسم العلمي: Gyps rueppellii) (بالإنجليزية: Rüppell's Vulture)، هو نسر كبير الحجم من جنس القشعام ينتمي إلى نسور العالم القديم و هو من فصيلة البازية، ويعيش في ساحل (أفريقيا) ويبني اعشاشه في قمم الجبال ويمكنه الطيران لمسافة ٣٧ الف قدم 

## الموطن و التوزيع
يمتد نطاق النسر الأبقع في جميع أنحاء منطقة الساحل وشرق إفريقيا ، حيث يمكن العثور عليها في الأراضي العشبية و السافانا والجبال و الغابات المفتوحة. كانت تعتبر هذه نسور شائعة في هذه الموائل ، و لكنها تشهد انخفاضًا حادًا ، خاصة في الجزء الغربي من مداها.

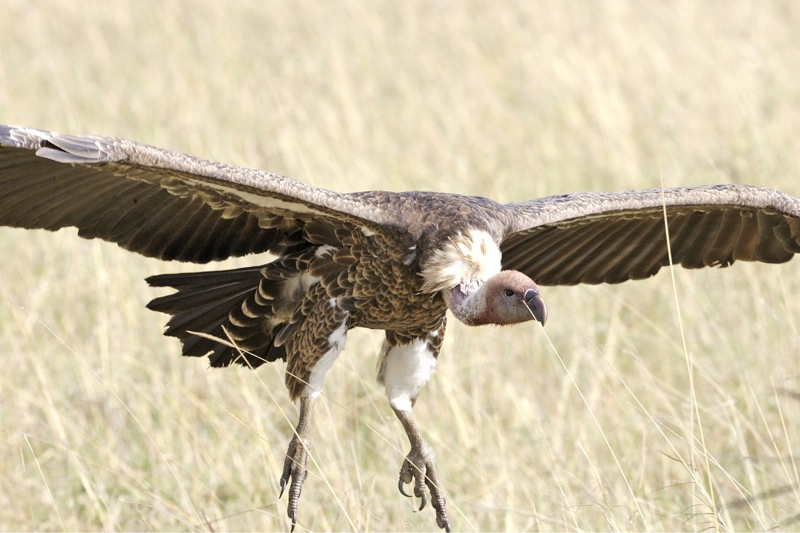

## الوصف

### الحجم
يبلغ طول البالغين من 85 إلى 103 سم, و طول الجناحين من 2.26 إلى 2.6 متر ، و الوزن يتراوح من 6.4 إلى 9 كجم.

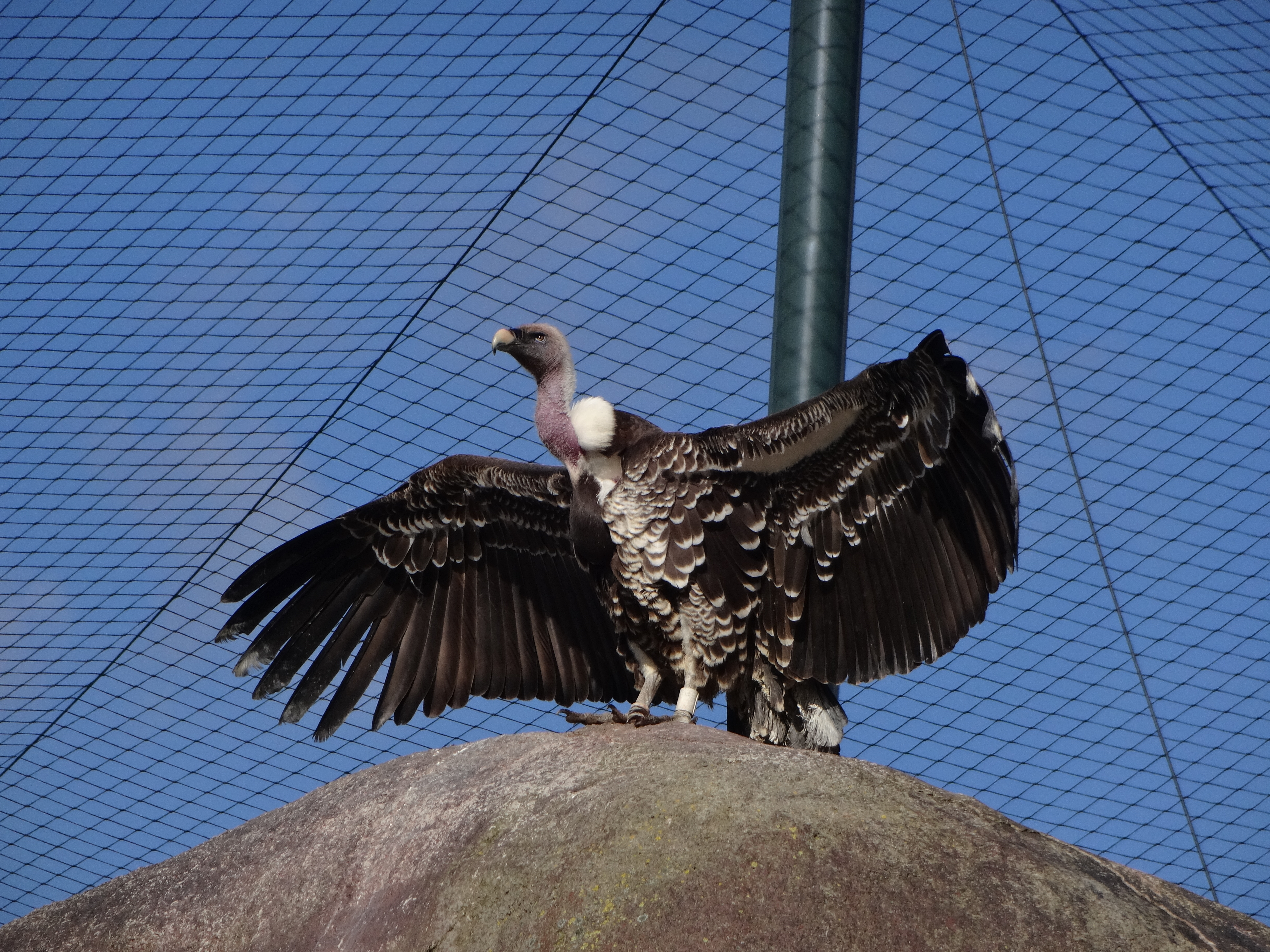
نسر أبقع بالغ

### المظهر
لون هذه الطيور رمادي فاتح ومبرقش باللون أسود في جسمه. تحتوي قاعدة العنق على ريش أبيض، وريش الطيران أسود والعين صفراء ، والرأس ليس به ريش كما هو معتاد من جنس نسور الفتخاء.

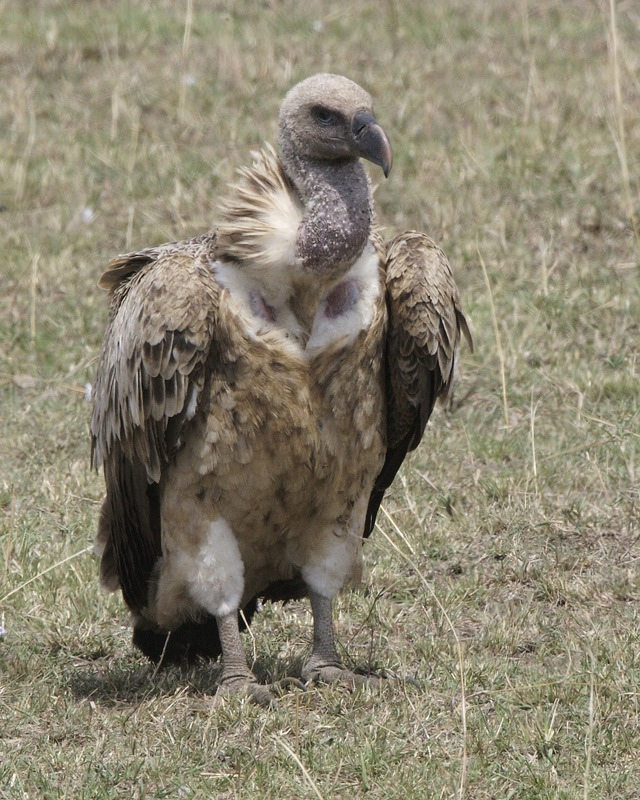
نسر أبقع يافع

أما الطيور اليافعة لونها بني فاتح مع بقع باهتة في الجناحين و تبلغ في عمر 5 سنوات عندها تحصل على ريش البالغين.

## الغذاء
النسور البقعاء كغيرها من النسور فهي طيور إجتماعية و تبحث عن الطعام في أسراب و غذائها الرئيسي هو الجيفة .

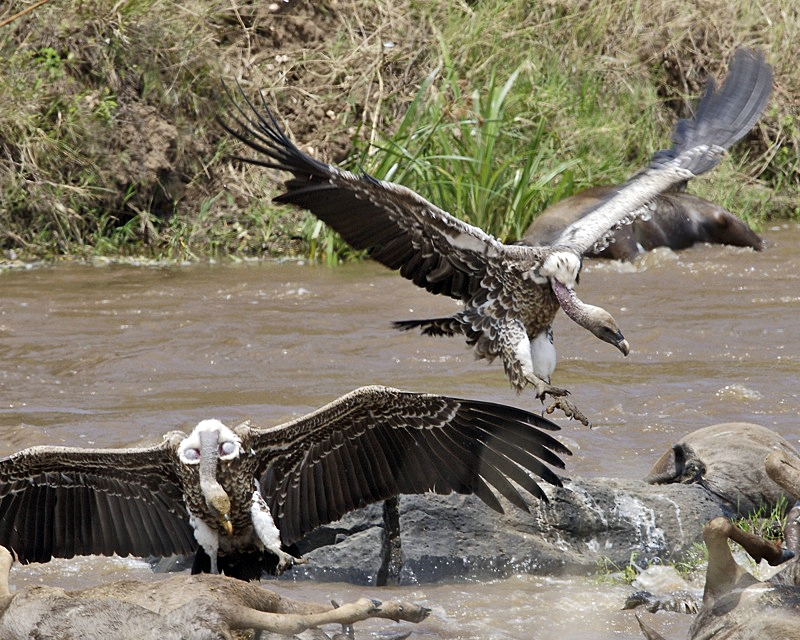
نسور روبل تتجمع على جثث النو في نهر ماساي مارا

## التكاثر
يتزاوج هذا النسر بأنثى واحدة طول حياته، في فصل الربيع سيعمل الزوجان معًا لبناء عش باستخدام العصي والأعشاب والأوراق التي جمعوها أو سرقوها من أعشاش أخرى. تبني نسور روبل هذه الأعشاش على المنحدرات ، ومن المعروف أنها تعشش في مناطق التكاثر الرئيسية في مستعمرات كبيرة تحتوي على مئات من الأزواج الأخرى. تضع الأنثى بيضة واحدة و يشارك كلا الوالدين في حضانة بيضتهما على مدى 55 يومًا. بمجرد أن يفقس الكتكوت ، سيتولى كلا الوالدين إطعامه و للإعتناء به لمدة 150 يومًا تقريبًا(21 أسبوعا) .تظل الطيور اليافعة معتمدة على والديهم بعد أن يكبروا ، ولا يصلون إلى الاستقلال حتى موسم التكاثر التالي. خلال هذا الوقت يتعلمون كيفية العثور على الطعام والتنافس عليه.

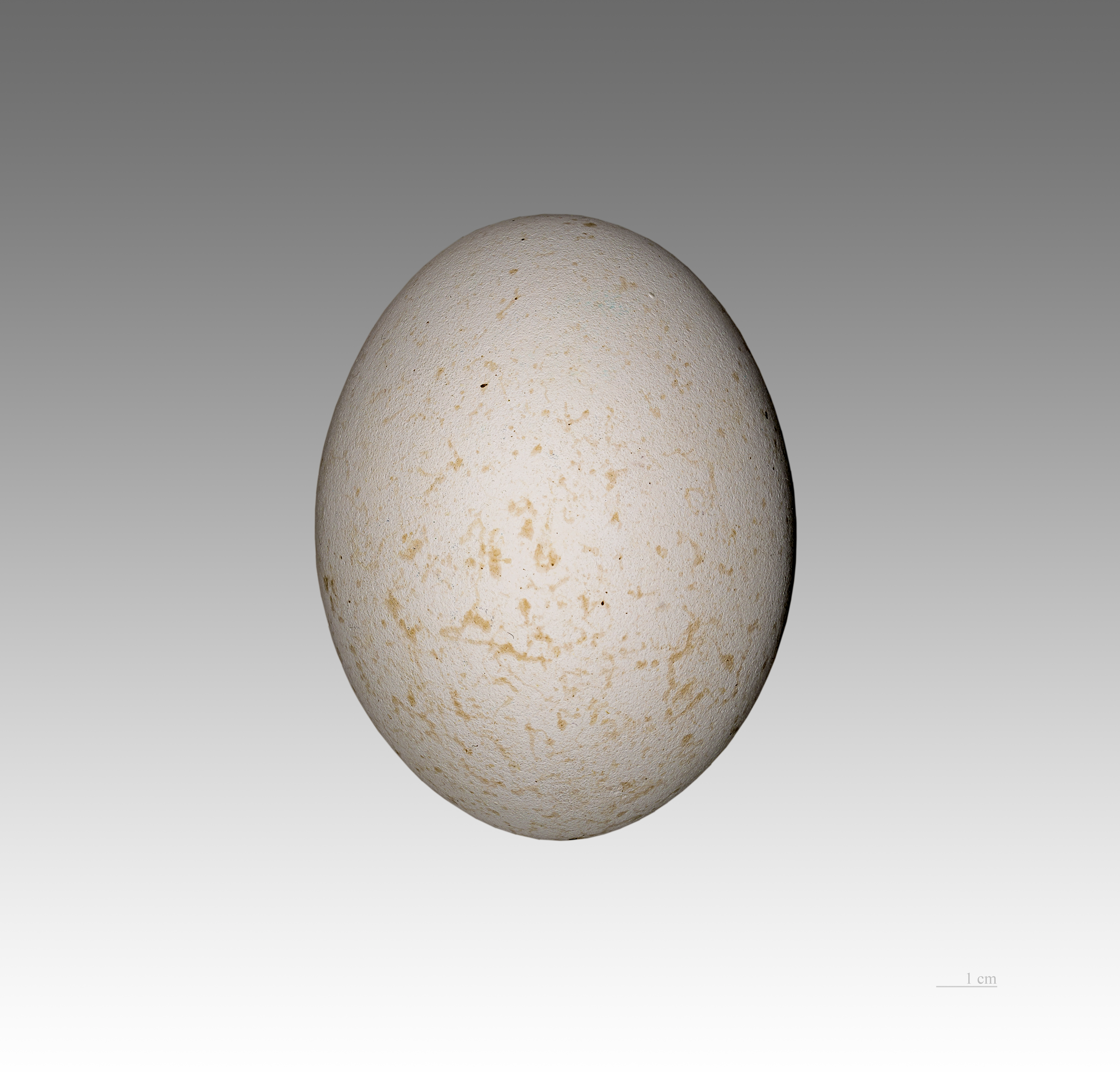
بيضة نسر روبل

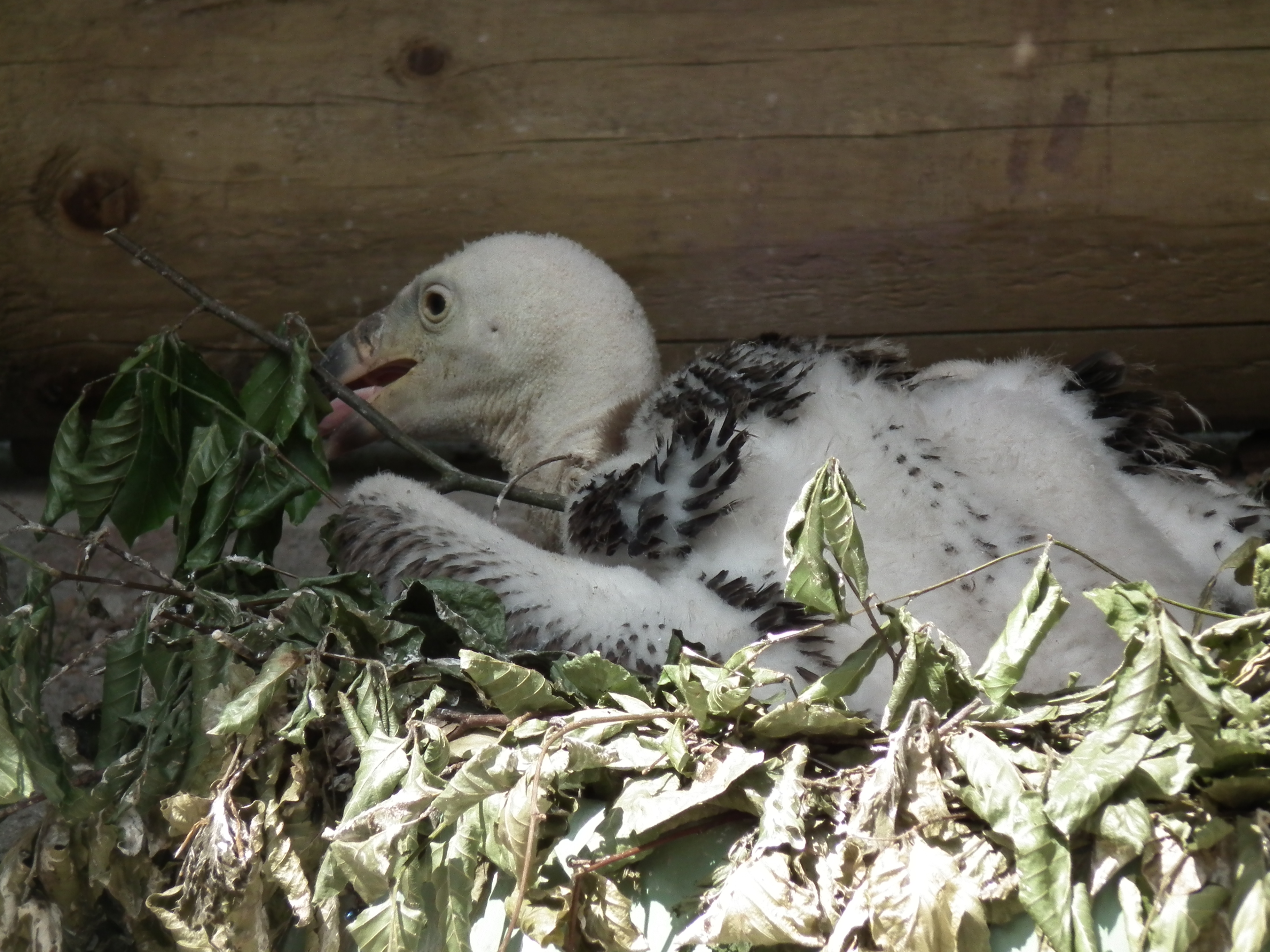
فرخ النسر الأبقع